# Düzce (provins)

Karta över Turkiet med Düzce markerat.

Düzce är en provins i den norra delen av Turkiet. Den har totalt 314 266 invånare (2000) och en areal på 1 065 km². Provinshuvudstad är Düzce.